# ألوكا زولديك
ألوكا (باليابانية: アルカ＝ゾルディック, Aruka Zorudikku) شخصية كرتونية من مسلسل الإنمي الياباني القناص. وهي ثاني أصغر أبناء سيلفا وكيكيو زولديك. في ظل ظروف غير معروفة استحوذ عليها مخلوق غامض في القارة المظلمة، أطلقت عليه عائلتها اسم نانيكا. يتشارك الاثنان حاليًا في جسد ألوكا.

## المظهر
تمتلك ألوكا شعر طويل أسود، عيون زرقاء، بشرة شاحبة. وهي ترتدي الملابس التقليدية للميكو (خادمات أضرحة الشنتو)، مع الأحذية وعقال رأس مزين بوجوه الكرتون العاطفية. تحيط وجهها باثنين من أقفال الشعر، كل واحدة معقودة بأربعة من عصابات الشعر زُينت مع نفس الرسوم الكرتونية التي على عقال رأسها. عندما كانت طفلة، كانت ألوكا طويلة الكتف، ذات شعر فوضوي قليلًا، وترتدي السراويل.

## القصة
ظهرت قصتها في انتخاب رئيس جمعية الصيادين الثالث عشر.
عندما كانت ألوكا صغيرة اكتشف كيلوا قدرتها على تحقيق الأمنيات وبينما كانت تلعب مع خادمتها أصبحت عيناها وفمها سوداوين ففزعت الخادمة وذهبت لمناداة كيلوا فتمنى من ألوكا ان ترفعه عاليًا ثم عادت ألوكا إلى طبيعتها وعندما سألته عائلته عن السبب حكى لهم ما يعرفه، وفيما بعد تأمر العائلة الخادمة بعدم تنفيذ طلبات ألوكا فطلبت ألوكا أربعة طلبات لم تنفذهم الخادمة فماتت الخادمة وشخص اخر وتأتى خادمة أخرى وتتمنى من ألوكا ان تصبح مليارديره فتحقق\فيحقق ألوكا الأمنية ثم تأتى عائلة الزولديك بخادمة أخرى مهمتها الوحيدة هي تنفيذ اوامر ألوكا فتطلب\يطلب ألوكا طالبات مجنونة ومستحيلة مثل: اعطينى كبدك وعمودك الفقرى وبالطبع لم تنفذ الخادمة لتموت هي وحوالى 65 شخصا ثم تقرر عائلة الزولديك حبسها في غرفة بمفردها مليئة بالالعاب والدمى ثم يعود كيلوا وينقذها.

## القوة
على عكس باقي أبناء عائلة زولديك الّذين تم تدريبهم منذ سن صغيرة لامتلاك قدرات كالمقاومة العالية للسموم والكهرباء والقوة الجسدية الكبيرة، إلاّ أنّ ألوكا وحسب كلام إيلومي لا تمتلك أي قدرات قتالية وهي طفلة عادية عندما يتعلق الأمر بالقتال ولكن هذه لا يعنى انها ليست قوية فهي من نوع التخصص وكما انها قادرة على تحقيق اى أمنية على شرط تنفيذ ثلاث طلبات وعندما يتم إنجاز الطّلبات الثلاثة، تتحوّل عينا ألوكا إلى الأسود بالكامل بالإضافة إلى فمها، ويتحوّل هو نفسها إلى كيانٍ مجهول. لا يجب بالضرورة أن يكون الشخص الّذي ينفّذ الطّلبات الثلاثة هو نفسه صاحب الأمنية، فيمكن لأي أحد كان حاضرًا أثناء تنفيذ الطّلبات أن يتمنى الأمنية في حضرة ألوكا (نانيكا)، والّذي سيجيب عادة بكلمة «آي» ليُأكّد أن الأمنية ستتحقّق.
حسب كلام كيلوا، حجم وسعة ونوعية الأمنية الّتي تستطع ألوكا تحقيقها غير محدود، وكلّما كانت الأمينة الّتي حقّقها ألوكا كبيرة، ازداد حجم الطلبات الّتي سيطلبها في المرّة القادمة. الشّخص الّذي سيتحمّل وزن الطّلبات الثلاث التالية لن يكون الشّخص الّذي حقّقتْ له ألوكا آخر أمنية، بل من سيأتي بعده ليطلب أمنية هو الآخر. وإن رفض ذلك الشّخص تنفيذ طلبات ألوكا أربع مرّات، فسيموت ذلك الشّخص ومن يحب إضافة لأشخاص آخرين حسب حجم الأمنية السابقة (عدد الأشخاص الّذين سيموتون جرّاء ذلك يتوقّف على جحم الأمنية السابقة، لكن أقل عدد هو اثنين، متلقّي الطّلبات وأكثر شخص يحبّه). الأشخاص الآخرين الّذين سيموتون رفقة متلقّي الطّلبات ومن يحب، يتم تحديدهم بحسب أكثر الأشخاص الّذين قضى معهم متلقّي الطّلبات أكثر وقت بغض النّظر إن كان يحب ذلك الشخص أم لا. ففي حالة كاسوغا، خادمة لدى عائلة زولديك، رفضت أربعة طلبات لألوكا، وما يعادل قيمة الأمنية السابقة الّتي كانت تحويل ياسوها إلى ميليارديرة، تحمّلته كاسوغا، وبالتّالي فهي وحبيبها و65 شخصًا آخر سُحقوا حتّى الموت بسب رفض الطّلبات.
تنقسم قواعد الأمنيات إلى قسمين:

### قواعد يعلمها جميع أفراد الزولديك
1. إن فشل أحدهم في تلبية طلبات ألوكا ومات، فإن صعوبة طلبات ألوكا ترجع للمستوى 1، وهذا هو أفضل وقت لطلب أمنية من ألوكا.
2. إن طلب ألوكا من شخص ما تلبية طلب ما فلا يمكنه الانتقال لشخص آخر وطلب منه طلبات أخرى. أي أنّه إذا اختفى ذلك الشخص عن أنظار ألوكا، فإنه لن يطلب من أيّ أحد آخر أيّ طلب بعد ذلك حتّى يعود ويكمل طلباته مع ذلك الشخص.
3. إن مات الشخص الّذي لبّى طلبات ألوكا وهو بصدد تقديم طلب آخر، فسيعتر ذلك كفشل في تلبية الطّلبات وسيموت على الأقل شخص واحد.
4. لا يستطيع ألوكا تقديم أيّ طلبات إن لم يعرف اسم الشخص الّذي سيطلب منه.
5. لا يستطيع شخص واحد أن يطلب أكثر من أمنية واحدة على حدى، لكن كيلوا يعرف طريقة ما لتجاوز هذه القاعدة.

### قواعد لا يعلمها سوى كيلوا
1. عندما تحقق الوكا الأمنية فأن الشخص الذي طلب الأمنية يستطيع أن يضع شروط للأمنية.
2. إذا طُلبت الأمنية لشفاء شخص يجب أن تلمس الوكا الشخص المصاب، ولن يكون هناك رد عنيف من الوكا كما زعم كيلوا، بل هو من اختراع هذا الشرط لأسبابه الشخصية.
3. عندما تتحول الوكا إلى وضع تحقييق الأمنية فهي تصبح شيئا آخر كيان منفصل.
4. بسبب علاقة كيلوا بـ الوكا ونانيكا فهو يستطيع أن يطلب آي أمنية من دون أن تطلب الوكا ثلاث طلبات منه. أما إذا كان شخص آخر غير كيلوا فأنه سيعاني من طلبات الوكا لأنها ربما تتطلب الكبد أو العمود الفقري أي باختصار أحد أعضاء الجسم وهذي المعلومة غير متأكد منها.